# Szöllősy Irén
Szöllősy Irén (Budapest, 1920. február 14. – 2011. június 11.) magyar színész, bábművész, a Állami Bábszínház alapító tagja.

## Életpályája
Magánúton tanulta a színészmesterséget. A pályát 1946-ban a Nemzeti Színházban kezdte, de találkozhatunk nevével a Belvárosi Színház előadásában is. 1949-től az Állami Bábszínház – alapító – tagja volt. Első bábos szerepét a Kalács című darabban alakította.
Az országos ismertséget a televízió biztosította számára. Generációk ismerhették meg bábművészetét és hangját is, többek között Cicamicaként a Futrinka utca, a Cicavízió, és Takács Bálintként a Zsebtévé sorozatokban.

## Szerepeiből

### Színházi szerepei
A Színházi adattárban regisztrált bemutatóinak száma: 64.
- Plautus: A hetvenkedő katona (Milphidippa)
- G. B. Shaw: Az ördög cimborája (Dudgeon Vilmos felesége)
- Fehér Klára: Rosszcsontország bajban van (Királylány)
- Svarc: Piroska és a farkas (Anya)
- Selmeczi László: Aladdin és a csodalámpa (Szolgáló)
- Tersánszky Józsi Jenő: Misi mókus vándor úton
- Swift: Gulliver az óriások földjén (Glumdálkincs királylány)
- Tatay Sándor: Kinizsi Pál (Magyar Jolánka)
- Móra Ferenc: Csalavári Csalavér (Csalarózsika)
- Grimm testévek: Hamupipőke (Címszerep)
- Petőfi Sándor: János vitéz (Iluska)
- Tóth Eszter: A három kismalac (Nyafi)
- Gozzi: Szarvaskirály (Angela, [Pantalone] lánya)
- Bartók Béla-Lengyel Menyhért-Szilágyi Dezső: A csodálatos mandarin (A leány)
- Brecht: A kispolgár hét főbűne (Anna II.)
- Vargha Balázs: Jeles napok
- Koczogh Ákos: Kalevala - Észak fiai (Lemminkejnen anyja)
- Gádor Béla: Csodautazás (Ibolyka, [Bugyuta Kázmér] szerelme)
- Shakespeare: Szentivánéji álom (Titánia)
- Kodály Zoltán: Háry János (Örzse)
- Vörösmarty Mihály: Csongor és Tünde (Ilma)

### Tévéfilmek és sorozatok
- Postásmese (1959) – Postamanó
- Hollókirály (1960) – Hajnalka, Szelek anyja
- Mi újság a Futrinka utcában? (1962-1964) – Cicamica (hang)
- Csupafül (1967) – Csupafül (hang)
- Mazsola és Tádé III. (1973) – Tádé (hang)
- Mekk Elek, az ezermester (1973) – Szamárné; Méh (hang)
- Marci és a kapitány (1977) – Orsolya néni
- Zsebtévé (1977) – Takács Bálint (hang)
- Futrinka utca (1979) – Cicamica (hang)
- Százszorszép (1982) – Boszorkány (hang)
- Minibocs (1983) – Nagyrókáné (hang)
- Tapsikáné fülönfüggője (1985) – Tapsikáné
- Dörmögőék kalandjai I-II. (1987-1990) – Mókus / Mókus mama

### Bábszínészként
| Év   | Cím                          | Szereplő      | Szinkronhang |
| ---- | ---------------------------- | ------------- | ------------ |
| 1981 | Minden egér szereti a sajtot | Fruzsina      | Váradi Hédi  |
| 1987 | Dörmögőék kalandjai I.       | Locsoló kígyó | Pálos Zsuzsa |

## Hang és kép
- Zsebtévé

## Kitüntetései
- Jászai Mari-díj (1953)
- Bábszínház aranygyűrű (1967)
- Munka Érdemrend (1974)
- Érdemes művész (1984)
- Kiváló művész (1989)
- A Magyar Köztársasági Érdemrend kiskeresztje (1996)